# Поповский, Александр Данилович
Алекса́ндр Дани́лович Попо́вский (17 декабря 1897, Большой Токмак, Мелитопольский уезд, Таврическая губерния — 1983, Москва) — русский советский писатель, драматург и популяризатор науки, автор биографических книг об учёных.

## Биография
Родился 5 (17) декабря 1897 года в посёлке Большой Токмак, в еврейской семье. Принимал участие в Гражданской войне в 1-й Конной армии Буденного. В 1923 году окончил юридический факультет Института народного хозяйства в Одессе, два года работал следователем ревтрибунала. Дебютировал драматургическими произведениями в 1926 году (пьесы «Канун революции», 1926; «Заговор равных», 1926; «Товарищ Цацкин и Ко», 1926; «Враги», 1927; «Чудесная метаморфоза», 1928). В 1928 году опубликовал свой первый роман «Буревестник» (написанный на основе ранней пьесы «Канун революции»). За ним последовали романы и повести «Анна Калымова» («Красная новь», 1929, № 10—12), «Три дня» (1931), «Дружба» (1935), «Мечтатель» (1940).
В 1937 году опубликовал жизнеописание И. П. Павлова, после чего издал ряд романов, повестей и публицистических произведений об учёных, а также книг научно-популярного характера, главным образом о биологии и медицине. Опубликовал очерки о В. П. Филатове, К. М. Быкове, А. Д. Сперанском, Т. Д. Лысенко, А. Г. Гурвиче, А. В. Вишневском, Е. Н. Павловском, Л. А. Орбели. Похоронен на Даниловском кладбище, участок 4.

## Семья
- Жена — научный работник, кандидат биологических наук, член ВКП(б) с 1937 года[4].
- Сын — Марк Поповский, диссидент, писатель.
- Внук — Константин Поповский, петербургский драматург.
- Вторая жена, Ольга Ивановна (урожденная Кормильцева, 1907-1992) и дочь, Ольга Александровна (1928-1992) похоронены с Александром Даниловичем.

## Книги
- Чудесная метаморфоза: театральное представление в 7-ми переменах. М.: Теакинопечать, 1927. — 108 с.
- Буревестник: исторический роман. М.: Земля и фабрика, 1928. — 450 с.
- Анна Калымова: роман. М.: Федерация, 1931. — 311 с.
- Дружба. М., 1935.
- Мечтатель: роман. М.: Советский писатель, 1940. — 327 с.
- Законы жизни: очерки о советских физиологах и врачах-хирургах. М.: Советский писатель, 1940 и 1949. — 812 с.
- Законы рождения. М.: Советский писатель, 1941. — 151 с.
- Излучение жизни. Библиотека ` огонек ` № 34 - 35 Москва Правда 1941г.- 96 с.
- Бойцы тыла: очерки. М.: Госполитиздат, 1941. — 24 с.
- Павлов. Серия «Жизнь замечательных людей». М.: Молодая гвардия, 1946. — 255 с.
- В борьбе за жизнь (повесть о паразитологе Е. Н. Павловском и его учениках). М.: Правда, 1947. — 61 с.
- Во имя жизни. М.: Госкультпросветиздат, 1947. — 270 с.
- Механизмы сознания (об акад. И. П. Павлове и его ученике акад. К. М. Быкове). Л.: Лениздат, 1948. — 416 с.
- Искусство творения (об акад. Т. Д. Лысенко). М.: Профиздат, 1948. — 172 с.
- Восстановим правду: заметки писателя о русской науке. М.: Профиздат, 1950. — 297 с.
- На грани жизни и смерти (о работе В. П. Филатова по тканевой терапии). М.: Правда, 1951. — 56 с.
- Временные связи (о работах академика К. М. Быкова и его учеников). М.: Советский писатель, 1953. — 487 с.
- Вдохновенные искатели (очерки о русских учёных Е. Н. Павловском и его учениках, А. В. Вишневском и В. П. Филатове). М.: Детгиз, 1953 и 1957. — 253 с.
- Законы жизни (биографические очерки о И. П. Павлове, К. Д. Быкове, В. П. Филатове, Е. Н. Павловском, А. В. Вишневском, А. Г. Гуревиче). М.: Советский писатель, 1955, 1963 и 1971. — 881 с.
- Профессор Студенцов: страдание, которое мы преодолеваем. М.: Советский писатель, 1958. — 379 с.
- Л. А. Орбели. М.: Медгиз, 1961. — 51 с.
- Человеку жить долго. М.: Советская Россия, 1963. — 380 с.
- Плоды творчества. М.: Советский писатель, 1965.
- Повесть о несодеянном преступлении. М.: Советский писатель, 1967. — 666 с.
- Испытание временем. М.: Советский писатель, 1969. — 558 с.
- Повесть о зелёном покрове. М.: Советская Россия, 1972. — 350 с.
- Похищенная девушка. М.: Советский писатель, 1972. — 197 с.
- Обида. Исповедь. Пути и дороги к сердцу. М.: Советский писатель, 1974. — 405 с.
- Они узнали друг друга (повести «Они узнали друг друга», «Повесть об одном воскресении», «Повесть о несодеянном преступлении», «Повесть о хлорелле», «Повесть о жизни и смерти»). М.: Советский писатель, 1978. — 782 с.
- Верность долгу: повести («Анна Калымова», «Дружба», «Чижик», «Испытание», «Повесть о первопричине»). М.: Советский писатель, 1978. — 560 с.
- Избранные произведения в 2-х тт. М.: Художественная литература, 1980.
- Повесть о любви и ненависти. М. Советский писатель, 1982. — 301 с.
- Товарищ Цацкин и Ко // Забытые пьесы 1920—1930-х годов. М.: Новое литературное обозрение, 2014. — С.339—416.